# Margaret Giles

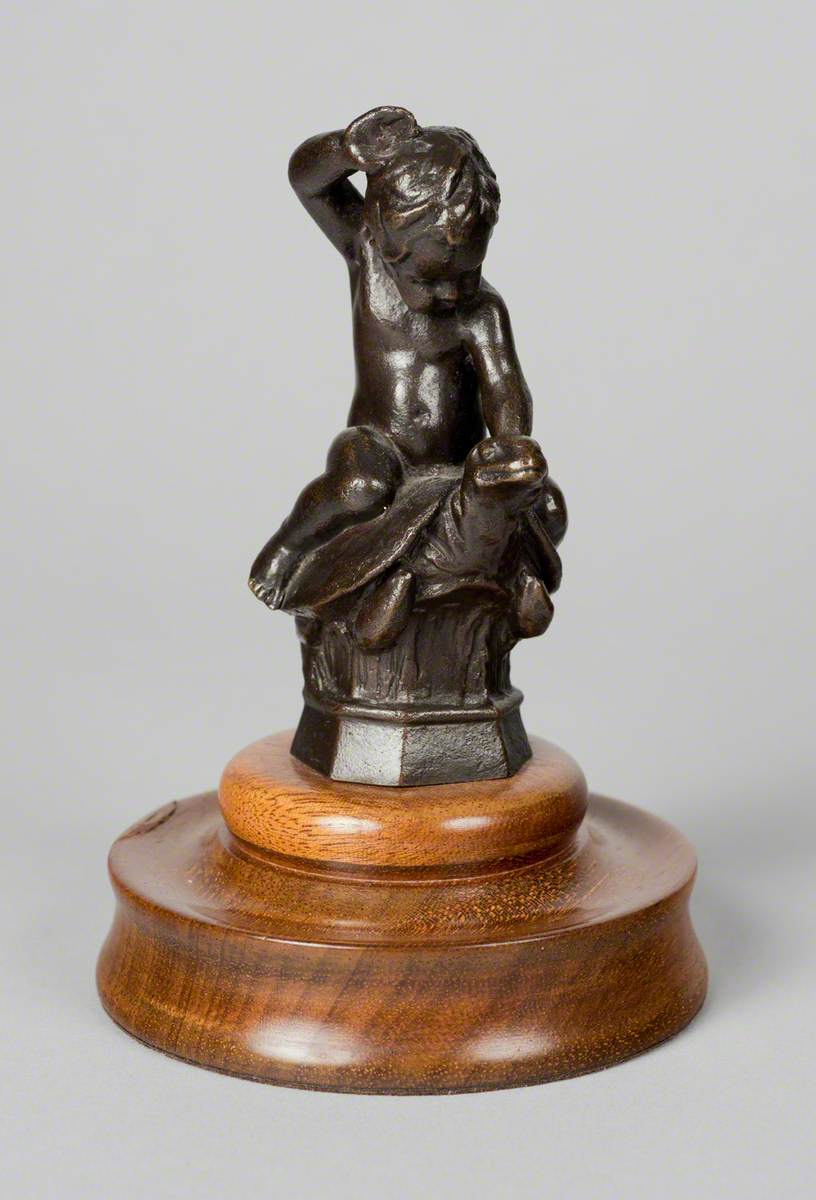
Margaret Giles: Boy Riding a Tortoise, 1900. University of Oxford

Margaret May Giles (* 20. Mai 1868 in Clifton, Bristol; † 31. März 1949) war eine britische Bildhauerin, Medailleurin und Malerin. Sie war Mitglied der Society of Medallists und stellte regelmäßig in renommierten Institutionen wie der Royal Academy of Arts aus.

## Leben
Margaret May Giles wurde als Tochter des Rechtsanwalts Richard William Giles und seiner Frau Frances Elizabeth Giles geboren. Ihre ältere Schwester war die Malerin Frances Giles. Ihre Schulausbildung erhielt sie an der Kensington High School sowie in Brüssel und Heidelberg. Anschließend studierte sie acht Jahre lang an der National Art Training School in London, die 1896 in Royal College of Art umbenannt wurde. Zu ihren Kommilitoninnen zählten Bildhauerinnen wie Ruby Levick, Esther Moore, Florence Steele, Lilian Simpson und Lucy Gwendolen Williams. 1898 heiratete sie den Ingenieur Bernard Maxwell Jenkin und war fortan unter dem Namen Margaret M. Jenkin bekannt.

## Werk

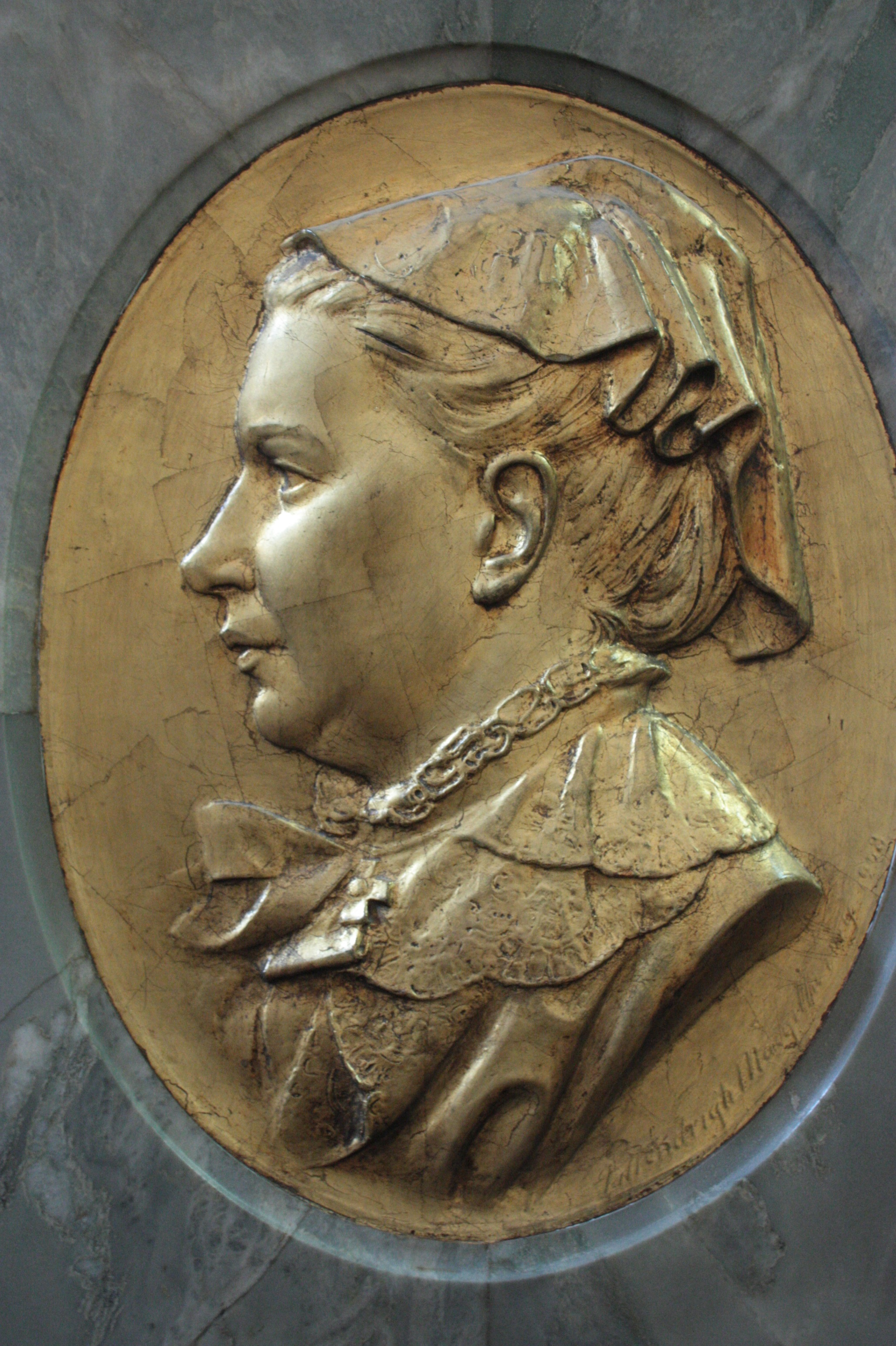
Margaret Giles: Memorial to Mrs Oliphant in der St Giles’ Cathedral, Edinburgh

Margaret Giles war eine vielseitige Künstlerin, die sich auf Skulpturen, Reliefs und Medaillen spezialisierte. Ihre Werke wurden regelmäßig in der Royal Academy of Arts, der Arts and Crafts Exhibition Society und der Royal West of England Academy in Bristol, deren Mitglied sie war, ausgestellt. Zwischen 1884 und 1912 stellte sie auch im Royal Glasgow Institute of the Fine Arts, in der Royal Scottish Academy und im Ridley Art Club aus. Eines ihrer bekanntesten Werke ist die Bronzeskulptur Hero (1895–1896), die von der Art Union of London veröffentlicht wurde. Dieses Werk wurde 2024 bei Lyon & Turnbull in Edinburgh versteigert. Weitere wichtige Werke sind:
- The Son of Consolation (1905)
- Immortality (1909)
- Labourers in the Vineyard (1911)
- He shall give his angels charge over thee (1898)
- After Nineteen Hundred Years and they Still Crucify (1901)
- Ulysses and Euryclea (1895)
- Virgin and Child (1895)
- Destruction of Pharaoh’s Hosts
- Pilgrim with Scrip (1904)
- The Tortoise Boy (Bronze, 1945)
- Joseph Lister, Baron Lister (1898)
- William Thomson, Baron Kelvin